# Francisco Teixeira de Sá
Francisco Teixeira de Sá (1835 — 1920) foi um político brasileiro.
Foi presidente das províncias da Paraíba, nomeado por carta imperial de 25 de outubro de 1872, de 11 de novembro de 1872 a 17 de setembro de 1873, e do Ceará, de 13 de novembro de 1873 a 21 de março de 1874.